# The Valiant (film 1929)
The Valiant è un film del 1929 diretto da William K. Howard. Il film ottenne due candidature all'Oscar nel 1930: una a Tom Barry per la miglior sceneggiatura non originale e una a Paul Muni come miglior attore.

## Trama
Mezz'ora prima dell'esecuzione di un condannato a morte, il direttore e il cappellano del carcere si recano nella sua cella.

## Produzione
Il film fu prodotto dalla Fox Film Corporation.

## Distribuzione
Distribuito dalla Fox Film Corporation, il film fu presentato in prima il 12 maggio e uscì poi nelle sale statunitensi il 19 maggio 1929. 

### Date di uscita
IMDb
- USA	12 maggio 1929	 (première)
- USA	19 maggio 1929
- The Valiant  USA (titolo originale)

Copia della pellicola, un positivo 35 mm, viene conservata negli archivi del George Eastman Museum.